# Karin von Aroldingen
Karin Anny Hannelore Reinbold von Aroldingen (Greiz, 9 settembre 1941 – New York, 5 gennaio 2018) è stata una ballerina tedesca.

## Biografia
Karin von Aroldingen nacque in una famiglia aristocratica a Greiz nel 1941. Iniziò a studiare danza a nove anni e a sedici si unì al corps de ballet dell'American Festival Ballet, in cui danzò per otto mesi. In questo periodo conobbe Tatjana Gsovsky, che la volle nel Balletto dell'Opera di Francoforte. Successivamente divenne prima solista della compagnia, con cui danzò ruoli di alto profilo, tra cui la protagonista femminile ne I sette peccati capitali di Kurt Weill. 
Nel 1962 fu notata da George Balanchine, che la invitò personalmente ad unirsi al New York City Ballet, in cui fece il suo debutto ne L'uccello di fuoco. Dopo essere stata promossa a solista nel 1967, nel 1972 fu proclamata prima ballerina. Tra le maggiori interpreti dell'opera di Balanchine, von Aroldingen danzò in occasione delle prime di diciotto balletti del coreografo georgiano, tra cui Who Cares?, Union Jack, Stravinsky Violin Concerto, Robert Schumann's Davidsbündlertänze, Vienna Waltzes, Kammermusik No. 2, Cortège Hongrois e Variations Pour une Porte et un Soupir. Fece da partner ad alcuni dei più importanti ballerini statunitensi degli anni settanta, inclusi Peter Martins e Mel Tomlinson. Diede il suo addio alle scene nel 1984.
Parallelamente alla carriera sulle scene, a metà degli anni sessanta iniziò ad insegnare danza alla School of American Ballet e dal 2004 al 2016 fu maitresse de ballet del New York City Ballet. Nel 2009 disegnò costumi e scenografie per un nuovo allestimento del Scotch Symphony di Balanchine.
Dal matrimonio con Morton Gewirtz ebbe una figlia, Margo. Morì a New York nel 2018 all'età di 76 anni.